# Bekim Christensen
Bekim Leif Christensen (født 17. september 1973) er en dansk cykelrytter
Han stoppede sin karriere ved udgangen af 2004.

## Resultater
Bekim Leif Christensen største resultat var, da han vandt bjergkonkurrencen og en etape i Rhodos Rundt 1999
Hans øvrige resultater var:
1991:
NM-sølv for juniorer i Imatra. Deltager i junior-vm (bane) i Colorado Springs, USA
1999 :
Etapevinder og vinder af bjergkonkurrencen i Rhodos Rundt 1999
2000:
Nr. 11 i Rund um Henninger Turm
Nr. 3 i DM-enkeltstart
Nr. 7 i DM-individuelt
Nr. 2 på 1. etape og nr. 4 sammenlagt af Tour de Cologne
2001:
Nr. 3 DM, enkeltstart
2002:
Nr. 4 Sparkassen Giro Bochum
2003 :
Nr. 17 Schweiz Rundt
Nr. 5 Rund um den Flughafen Köln-Bonn
Nr. 3 2. afdeling af Post Cup
Nr. 120 Tour de France
Nr. 136 Vuelta a Espana
Nr. 32 VM
2004 :
Nr. 8 Bayern Rundfahrt